# 법다발
미분기하학에서 법다발(法다발, 영어: normal bundle 노멀 번들[*])은 부분다양체에 수직인 방향(법선벡터)들에 대한 벡터다발이다.

## 정의
다양체의 매장 {\displaystyle \iota \colon \Sigma \hookrightarrow M}이 주어졌을 때, 접다발 {\displaystyle N_{M/\Sigma }}은 다음과 같은 짧은 완전열을 만족시키는 {\displaystyle \Sigma } 위의 벡터다발이다.
{\displaystyle 0\to T\Sigma {\xrightarrow {\iota ^{*}}}TM|_{i(N)}\to N_{M/\Sigma }\to 0}